# Thomas Åhlén
Thomas Åhlén, född 8 mars 1959, är en svensk före detta ishockeyspelare, back, hockeyfostrad i Hofors, Gästrikland, och som slog igenom som ung talang i de yngre juniorlandslagen. 
Han spelade totalt 39-landskamper och deltog i OS 1984 och Canada Cup samma år.
Han arbetar som ungdomsledare i Strömsbro IF i Division 2, med vilka han även spelade aktivt i A-laget till 2000.

## Klubbar
- Hofors HC 1976-1977 Division 1
- Leksands IF 1977-1979 Elitserien
- Skellefteå AIK 1979-1985 Elitserien
- AIK 1985-1990 Elitserien

## Meriter
- Junior 18 EM-guld 1977
- OS-brons 1984
- Canada Cup-silver 1984
- Mest utvisade spelaren i Elitserien 1985